# Marina Piazza
Marina Piazza (28 febbraio 1939) è una sociologa, saggista, scrittrice italiana.

## Biografia
Marina Piazza, laureata all'Università Ca' Foscari di Venezia, è una sociologa consulente per la Bracciali Editore.
Durante la sua vita si è sempre dedicata all' emancipazione della donna, diventando Presidente della Commissione Nazionale Pari Opportunità tra uomo e donna della Presidenza del Consiglio, carica ricoperta dal 2000 al 2003, lavorando sui temi della conciliazione tra famiglia e lavoro e sugli intrecci tra lavoro professionale e lavoro di cura per il quale, dal 1995 al 2000, è stata esperta e responsabile per l'Italia del network “Families and Work” dell'Unione europea. 

Nel 2000 ha ricevuto il Premio Alghero Donna per la sezione Narrativa. 

Dal 2001 al 2003 è stata professore a contratto all'Università La Sapienza di Roma per il corso di studi di genere. 

Svolge attività di ricerca, consulenza, formazione presso la società Gender di cui è docente ed è stata presidente sino al 2007. 

È esperta per l'ISFOL dei progetti Equal sulle Pari Opportunità. 
Fa parte del G.RI.F.F. (Gruppo di RIcerca sulla Famiglia e la condizione Femminile).
In quanto sociologa, si è occupata - sia nella ricerca che nella formazione - dell'analisi delle nuove soggettività femminili e delle trasformazioni negli atteggiamenti e nei comportamenti sia in ambito lavorativo che familiare e della tematica dell'intreccio tra tempi di vita e di lavoro.

Ha diretto numerose ricerche per enti pubblici e privati sui temi della conciliazione e della valorizzazione delle competenze femminili, pubblicandone i risultati. 

Conduce ricerche sulla condizione familiare e professionale delle donne, lavorando sul concetto di “doppia presenza” e seminari di formazione per i Comitati di Pari Opportunità nelle aziende e nel pubblico impiego.

## Scritti
- Donne in transizione - Un percorso formativo di orientamento al lavoro (Roma, Franco Angeli 1992)
- Identità professionali e percorsi formativi delle dipendenti regionali (Milano, Quaderni IReR 1993)
- Le forme mobili della rinegoziazione, in “I.T., Interpretazioni Tendenziose”, 1º numero 1994 (Roma, EDS 1994)
- La menopausa senza paura (coautrice con Anita Saisi) (Roma, Franco Angeli 1995)
- Tra donne e uomini (coautrice con Barbara Mapelli) (Milano, Il Saggiatore 1997)
- Riprogettare il tempo. Manuale per la progettazione degli orari di lavoro (coautrice con Anna Maria Ponzellini, Elena Provenzano) (Roma, Ed. Lavoro 1999)
- Cuore di mamma. Storie e dialoghi di madri e figli (maschi e adulti) (coautrice con Barbara Mapelli) (Roma, Franco Angeli 2000)
- Le ragazze di cinquant'anni. Amori, lavori, famiglie e nuove libertà (Milano, Mondadori 2000)
- Maschi e femmine: la cura come progetto di sé. Manuale per la sensibilizzazione sulla condivisione del lavoro di cura (coautrice con Barbara Mapelli e Maria Beatrice Perucci) (Roma, Franco Angeli 2002)
- Le trentenni. Fra maternità e lavoro, alla ricerca di una nuova identità (Milano, Mondadori, 2003)
- Un po' di tempo per me. Ritrovare se stessi, vivere meglio (Milano, Mondadori 2005)
- Attacco alla maternità (Portogruaro, Nuova Dimensione 2009)
- L'età in più. Narrazione in fogli sparsi  (Roma, Ghena 2012)
- Incontrare la vecchiaia. Guadagni e perdite (a cura di) (Milano, Ledizioni, 2016)
- La vita lunga delle donne, Milano, Solferino, 2019, ISBN 9788828202301